# Madrid Masters 2002
Il Madrid Masters 2002 è un torneo di tennis che si è giocato sul cemento indoor. 
È stata la 1ª edizione del Madrid Masters,che fa parte della categoria ATP Masters Series nell'ambito dell'ATP Tour 2002. Il torneo si è giocato nella Madrid Arena di Madrid in Spagna dal 14 al 21 ottobre 2002.

## Campioni

### Singolare
Andre Agassi ha battuto in finale  Jiří Novák per walkover

### Doppio
Mark Knowles /  Daniel Nestor hanno battuto in finale  Mahesh Bhupathi /  Maks Mirny con il punteggio di 6–3, 7–5, 6–0